# Facundo Machaín

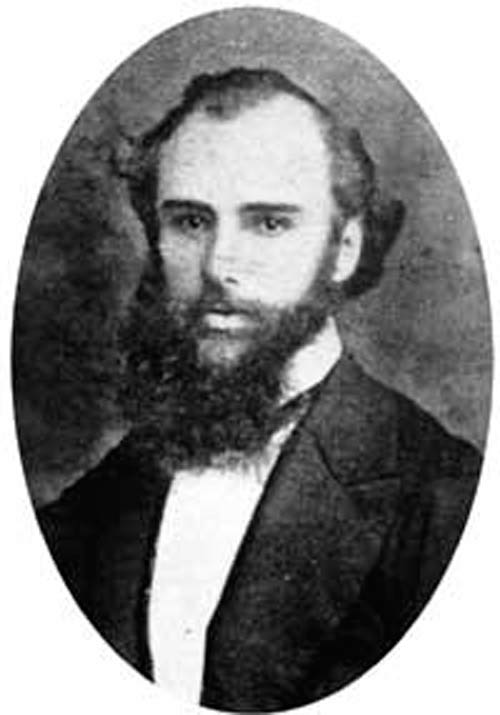
Facundo Machaín

José Facundo Machaín Recalde (* 26. November 1845 in Asunción; † 29. Oktober 1877 ebenda) war ein paraguayischer Politiker, der 1870 für einen Tag Präsident von Paraguay war.

## Leben
Machaín, dessen Vater José Serapio Machaín y Zavala 1869 kommissarischer Außenminister war, absolvierte ein Studium der Rechtswissenschaften an der Universidad Central de Chile und war danach als Rechtsanwalt tätig. Er kehrte erst nach dem Tripel-Allianz-Krieg in sein Geburtsland zurück, einem Kampf Paraguays gegen die verbündeten Staaten Argentinien, Brasilien und Uruguay, der mit der völligen Niederlage Paraguays endete und als der blutigste Konflikt in der lateinamerikanischen Geschichte gilt. Durch den Krieg verlor Paraguay den größten Teil seiner Bevölkerung (rund 384.000 von rund 500.000 Einwohnern). Außerdem annektierten die Sieger etwa 50 Prozent des paraguayischen Staatsgebietes und hielten das Land bis 1876 besetzt. Paraguay verlor damit seine wirtschaftliche Leistungsfähigkeit und seinen Wohlstand.
Am 31. August 1870 löste er das unter dem Vorsitz von Cirilo Antonio Rivarola stehende Provisorische Regierungstriumvirat (Triunviro del Paraguay) ab, dem ferner Carlos Loizaga und José Díaz de Bedoya angehörten. Damit wurde er nach Carlos Antonio López und dessen Sohn Francisco Solano López der dritte Präsident von Paraguay. Bereits am folgenden Tag wurde er am 1. September 1870 jedoch von Cirilo Antonio Rivarola abgelöst, der nunmehr selbst Präsident wurde. Er ging vorübergehend ins Exil nach Chile und wurde nach seiner Rückkehr 1872 Richter am Obersten Gerichtshof (Superior Tribunal de Justicia). 1874 wurde er Außenminister in der Regierung von Präsident Juan Bautista Gill und bekleidete dieses Amt bis zur Ermordung Gills bei einem Aufstand am 12. April 1877. Während seiner Amtszeit gelang ihm mit dem argentinischen Außenminister Bernardo de Irigoyen 1876 die vertragliche Festlegung von Grenzziehungen und des Abzugs der Truppen Argentiniens, die Paraguay seit dem Ende des Tripel-Allianz-Krieges 1870 besetzt hatten. Danach wurde er Professor und erster Direktor des am 4. Januar 1877 gegründeten Nationalkollegs von Asunción (Colegio Nacional de la Capital).
Machaín war als Rechtsanwalt im Prozess gegen die Attentäter von Juan Bautista Gill tätig, wurde aber bald selbst angeklagt und verhaftet. Am 29. Oktober 1877 wurde er während der Amtszeit von Gills Nachfolger Higinio Uriarte bei einem Massaker im Gefängnis zusammen mit anderen politischen Gefangenen ermordet. Als Hintermann der Ermordung Machaíns gilt der damalige Kriegsminister und spätere Präsident Bernardino Caballero.